# Oberkirchener Tunnel
Der Oberkirchener Tunnel ist einer von insgesamt zwei Tunneln der größtenteils stillgelegten Bahnstrecke Türkismühle–Kusel. Das insgesamt 216 Meter lange Bauwerk ist seit 1993 Bestandteil des Fritz-Wunderlich-Wegs, der in seinem westlichen Abschnitt zwischen Schwarzerden und Freisen hingegen als Saarland-Radweg ausgeschildert ist.

## Lage
Der 216 Meter lange  und leicht gebogene Tunnel liegt nördlich des Siedlungsgebiets von Oberkirchen.  Er befand sich entlang der stillgelegten Bahntrasse beim Streckenkilometer 20,0 von Türkismühle aus zwischen den Bahnhöfen Oberkirchen Nord und Schwarzerden. Rund anderthalb Kilometer östlich mündet die noch heute bestehende Ostertalbahn in die stillgelegte Bahntrasse.

## Geschichte

### Entwicklung bis zur Stilllegung
Erste Bemühungen, die auf einen Bahnanschluss der Region abzielten, gehen bis ins Jahr 1856 zurück. Im Zuge des Baus der Rhein-Nahe-Bahn zielte eine Initiative darauf ab, eine Trasse über Lauterecken, Altenglan und Kusel bis nach St. Wendel und Neunkirchen auf den Weg zu bringen. Die Bestrebungen hatten jedoch keinen Erfolg, da Preußen eine solche Bahnstrecke in erster Linie innerhalb des eigenen Territoriums haben wollte, einige Gemeinden entlang dieser Streckenführung hingegen zu Bayern gehörten.
Bereits in den 1860er Jahren gab es Bestrebungen, eine Bahnverbindung zwischen Türkismühle und Kusel herzustellen, was jedoch erfolglos blieb. Lediglich Kusel erhielt 1868 durch die Strecke von Landstuhl aus Anschluss an das Eisenbahnnetz. Nachdem Anfang des 20. Jahrhunderts alles auf einen Lückenschluss zwischen Kusel und Türkismühle hingedeutet hatte, verhinderte der Erste Weltkrieg die weiteren Planungen. Erst 1931 gab das Reichsverkehrsministerium grünes Licht zum Bau der Strecke, um im Zuge der Weltwirtschaftskrise der Arbeitslosigkeit in der Region entgegenzuwirken. Baubeginn war 1932. Entsprechend den geographischen Gegebenheiten war zwischen den geplanten Bahnhöfen Oberkirchen Nord und Schwarzerden die Errichtung eines Tunnels, des sogenannten „Oberkirchener Tunnels“, notwendig.
Nachdem das Teilstück Türkismühle–Freisen bereits 1934 und der Abschnitt Kusel–Diedelkopf am 15. Mai 1936 freigegeben worden war, erfolgte am 15. November 1936 der Lückenschluss zwischen Friesen und Diedelkopf einschließlich des Oberkirchener Tunnels. Der Verkehr zwischen Freisen und Grügelborn musste aufgrund von Schäden des Unterbaus bereits am 21. Mai 1955 eingestellt werden. Zwischen Schwarzerden und Grügelborn fand damit nur noch Güterverkehr statt. Mit der offiziellen Stilllegung des Abschnitts Freisen–Schwarzerden war die erstgenannte Teilstrecke offiziell nur noch ein Anschlussgleis des Bahnhof Schwarzerden. Der Güterverkehr dauerte bis 1969, anschließend wurde die Strecke zwischen Schwarzerden und Freisen abgebaut. Seither ist der Oberkirchener Tunnel ohne Gleise.

### Nach der Stilllegung
Nach dem Streckenabbau war der Tunnel zunächst längere Zeit zugemauert. Am 27. Juni 1993 wurde zwischen Freisen und Kusel auf der früheren Bahntrasse ein Rad- und Wanderweg, der Fritz-Wunderlich-Weg, eröffnet. In seinem westlichen Abschnitt zwischen Schwarzerden und Freisen ist er hingegen als Saarland-Radweg ausgeschildert. Bereits Ende der 1970er Jahre war die Bahntrasse im östlichen Teil faktisch als solcher benutzt worden. Dieser Weg führt unter anderem durch den Tunnel hindurch. Im Zuge dessen Errichtung wurde der Tunnel mit einer Beleuchtung ausgestattet, die bei Näherung und Durchquerung durch Nutzer des Weges aktiviert wird.